# Liste der Mitglieder des US-Repräsentantenhauses aus Mississippi

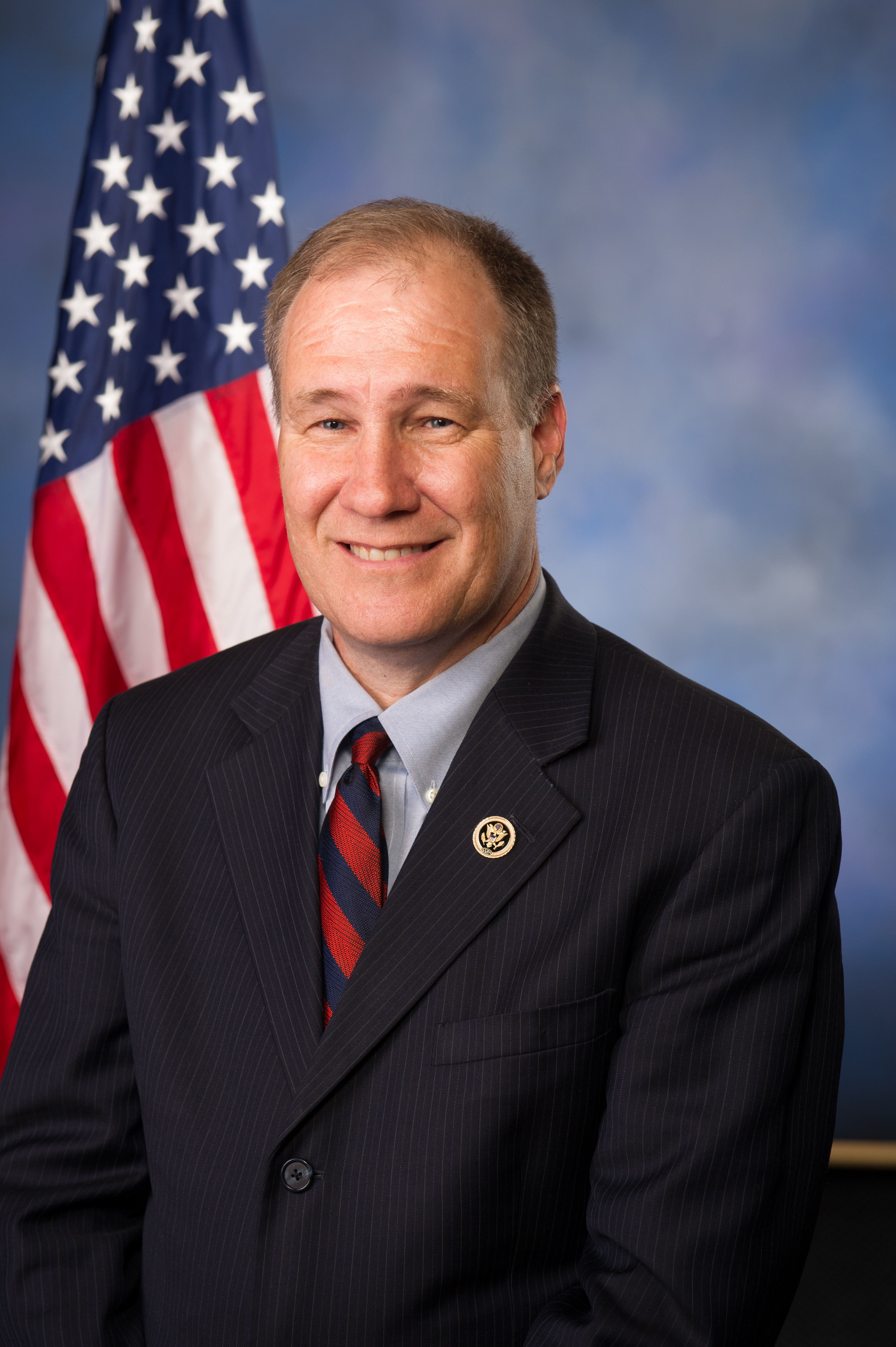
Trent Kelly, derzeitiger Vertreter des ersten Kongresswahlbezirks von Mississippi

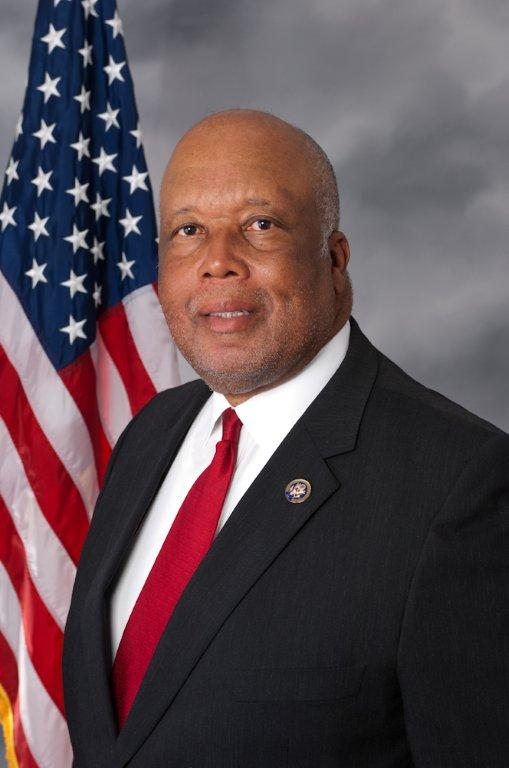
Bennie Thompson, derzeitiger Vertreter des zweiten Kongresswahlbezirks von Mississippi

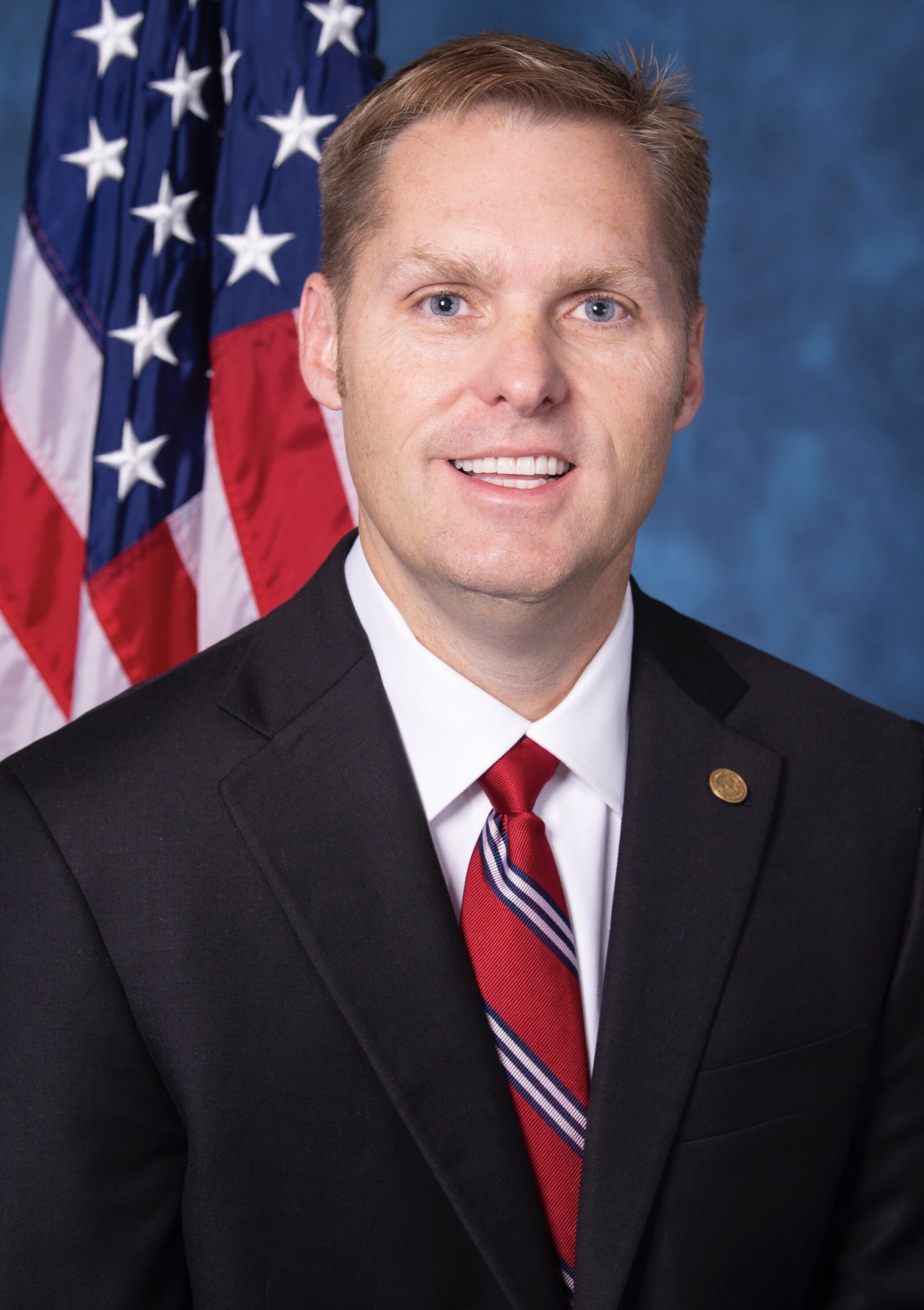
Michael Guest, derzeitiger Vertreter des dritten Kongresswahlbezirks von Mississippi

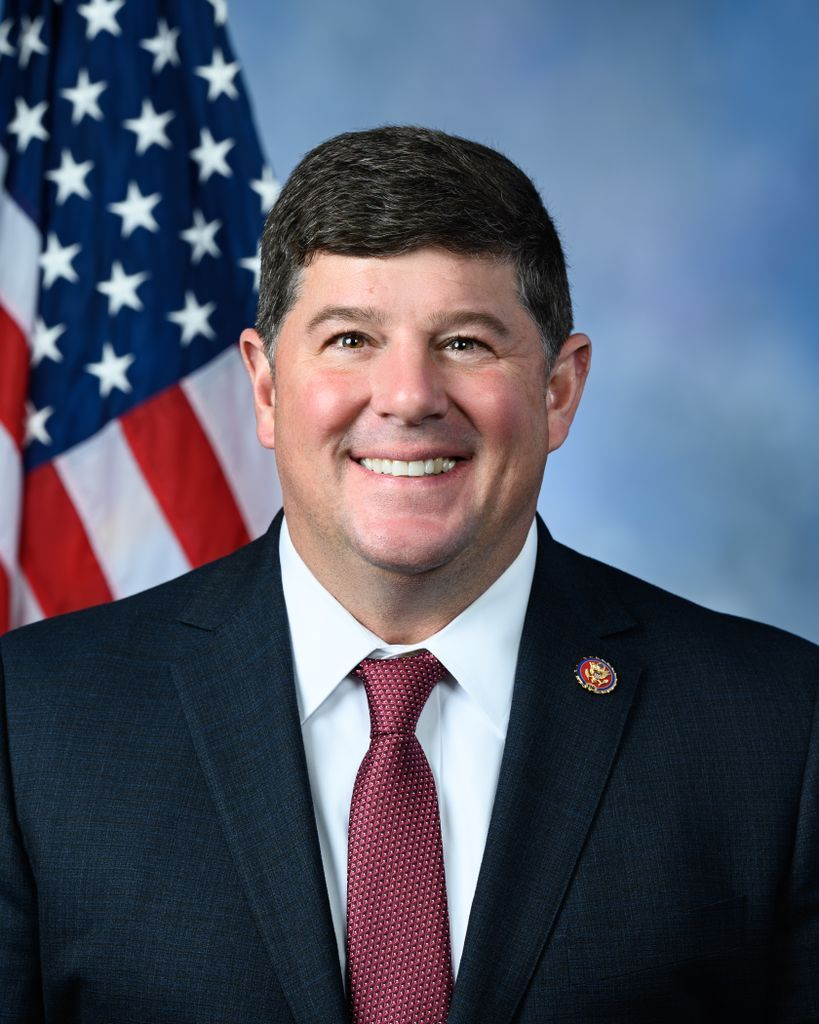
Steven Palazzo, derzeitiger Vertreter des vierten Kongresswahlbezirks von Mississippi

Diese Liste führt alle Politiker auf, die seit 1801 für das Mississippi-Territorium und später für den Bundesstaat Mississippi dem Repräsentantenhaus der Vereinigten Staaten angehört haben. Nach dem Beitritt zu den Vereinigten Staaten stellte der Staat zunächst einen Abgeordneten in Washington. Zeitweise stieg die Zahl der Abgeordneten auf acht, aber seit 2003 stellt der Staat nur noch vier Abgeordnete. Die Wahl erfolgte bis 1845 staatsweit („at large“), seitdem ist Mississippi in Wahlbezirke aufgeteilt. Von 1861 bis 1870 blieben die Sitze des Staates nach der Sezession Mississippis aus der Union unbesetzt.

## Delegierte des Mississippi-Territoriums (1801–1817)
| Name                     | Amtszeit                        | Partei    |
| ------------------------ | ------------------------------- | --------- |
| Narsworthy Hunter        | 4. März 1801 – 11. März 1802    | parteilos |
| Thomas Marston Green Jr. | 6. Dezember 1802 – 3. März 1803 | parteilos |
| William Lattimore        | 4. März 1803 – 3. März 1807     | parteilos |
| George Poindexter        | 4. März 1807 – 3. März 1813     | parteilos |
| William Lattimore        | 4. März 1813 – 3. März 1817     | parteilos |

## 1. Sitz (seit 1817)
| Name                             | Amtszeit                           | Partei                    |
| -------------------------------- | ---------------------------------- | ------------------------- |
| George Poindexter                | 10. Dezember 1817 – 3. März 1819   | parteilos                 |
| Christopher Rankin               | 4. März 1819 – 14. März 1826       | Democratic Republican     |
| William Haile                    | 10. Juli 1826 – 12. September 1828 | Demokrat                  |
| Thomas Hinds                     | 21. Oktober 1828 – 3. März 1831    | Demokrat                  |
| Franklin E. Plummer              | 4. März 1831 – 3. März 1835        | Demokrat                  |
| David Dickson                    | 4. März 1835 – 31. Juli 1836       | National Republican Party |
| Samuel Jameson Gholson           | 1. Dezember 1836 – 5. Februar 1838 | Demokrat                  |
| Thomas Jefferson Word            | 30. Mai 1838 – 3. März 1839        | Whig                      |
| Jacob Thompson                   | 4. März 1839 – 3. März 1851        | Demokrat                  |
| Benjamin Duke Nabers             | 4. März 1851 – 3. März 1853        | Unionist                  |
| Daniel Boone Wright              | 4. März 1853 – 3. März 1857        | Demokrat                  |
| Lucius Quintus Cincinnatus Lamar | 4. März 1857 – Dezember 1860       | Demokrat                  |
| George Emrick Harris             | 23. Februar 1870 – 3. März 1873    | Republikaner              |
| Lucius Quintus Cincinnatus Lamar | 4. März 1873 – 3. März 1877        | Demokrat                  |
| Henry Lowndes Muldrow            | 4. März 1877 – 3. März 1885        | Demokrat                  |
| John Mills Allen                 | 4. März 1885 – 3. März 1901        | Demokrat                  |
| Ezekiel Samuel Candler           | 4. März 1901 – 3. März 1921        | Demokrat                  |
| John Elliott Rankin              | 4. März 1921 – 3. Januar 1953      | Demokrat                  |
| Thomas Gerstle Abernethy         | 3. Januar 1953 – 3. Januar 1973    | Demokrat                  |
| Jamie Lloyd Whitten              | 3. Januar 1973 – 3. Januar 1995    | Demokrat                  |
| Roger Frederick Wicker           | 4. Januar 1995 – 31. Dezember 2007 | Republikaner              |
| Travis Wayne Childers            | 20. Mai 2008 – 3. Januar 2011      | Demokrat                  |
| Patrick Alan Nunnelee            | 3. Januar 2011 – 6. Februar 2015   | Republikaner              |
| John Trent Kelly                 | seit 2. Juni 2015                  | Republikaner              |

## 2. Sitz (seit 1833)
| Name                             | Amtszeit                          | Partei       |
| -------------------------------- | --------------------------------- | ------------ |
| Harry Cage                       | 4. März 1833 – 3. März 1835       | Demokrat     |
| John Francis Hamtramck Claiborne | 4. März 1835 – 5. Februar 1838    | Demokrat     |
| Seargent Smith Prentiss          | 30. Mai 1838 – 3. März 1839       | Whig         |
| Albert Gallatin Brown            | 4. März 1839 – 3. März 1841       | Demokrat     |
| William McKendree Gwin           | 4. März 1841 – 3. März 1843       | Demokrat     |
| William Henry Hammett            | 4. März 1843 – 3. März 1845       | Demokrat     |
| Stephen Adams                    | 4. März 1845 – 3. März 1847       | Demokrat     |
| Winfield Scott Featherston       | 4. März 1847 – 3. März 1851       | Demokrat     |
| John Allen Wilcox                | 4. März 1851 – 3. März 1853       | Unionist     |
| William Taylor Sullivan Barry    | 4. März 1853 – 3. März 1855       | Demokrat     |
| Hendley Stone Bennett            | 4. März 1855 – 3. März 1857       | Demokrat     |
| Reuben Davis                     | 4. März 1857 – 12. Januar 1861    | Demokrat     |
| Joseph Lewis Morphis             | 23. Februar 1870 – 3. März 1873   | Republikaner |
| Albert Richards Howe             | 4. März 1873 – 3. März 1875       | Republikaner |
| Guilford Wiley Wells             | 4. März 1875 – 3. März 1877       | Republikaner |
| Vannoy Hartrog Manning           | 4. März 1877 – 3. März 1883       | Demokrat     |
| Elza Jeffords                    | 4. März 1883 – 3. März 1885       | Republikaner |
| James Bright Morgan              | 4. März 1885 – 3. März 1891       | Demokrat     |
| John Curtis Kyle                 | 4. März 1891 – 3. März 1897       | Demokrat     |
| William Van Amberg Sullivan      | 4. März 1897 – 31. Mai 1898       | Demokrat     |
| Thomas Spight                    | 5. Juli 1898 – 3. März 1911       | Demokrat     |
| Hubert Durrett Stephens          | 4. März 1911 – 3. März 1921       | Demokrat     |
| Bill Green Lowrey                | 4. März 1921 – 3. März 1929       | Demokrat     |
| Wall Doxey                       | 4. März 1929 – 28. September 1941 | Demokrat     |
| Jamie Lloyd Whitten              | 4. November 1941 – 3. Januar 1973 | Demokrat     |
| David Reece Bowen                | 3. Januar 1973 – 3. Januar 1983   | Demokrat     |
| William Webster Franklin         | 3. Januar 1983 – 3. Januar 1987   | Republikaner |
| Alphonso Michael Espy            | 3. Januar 1987 – 22. Januar 1993  | Demokrat     |
| Bennie G. Thompson               | seit 13. April 1993               | Demokrat     |

## 3. Sitz (seit 1843)
| Name                        | Amtszeit                           | Partei       |
| --------------------------- | ---------------------------------- | ------------ |
| Robert Whyte Roberts        | 4. März 1843 – 3. März 1847        | Demokrat     |
| Patrick Watson Tompkins     | 4. März 1847 – 3. März 1849        | Whig         |
| William McWillie            | 4. März 1849 – 3. März 1851        | Demokrat     |
| John D. Freeman             | 4. März 1851 – 3. März 1853        | Unionist     |
| Otho Robards Singleton      | 4. März 1853 – 3. März 1855        | Demokrat     |
| William Barksdale           | 4. März 1855 – 12. Januar 1861     | Demokrat     |
| Henry W. Barry              | 23. Februar 1870 – 3. März 1875    | Republikaner |
| Hernando De Soto Money      | 4. März 1875 – 3. März 1885        | Demokrat     |
| Thomas Clendinen Catchings  | 4. März 1885 – 3. März 1901        | Demokrat     |
| Patrick Henry               | 4. März 1901 – 3. März 1903        | Demokrat     |
| Benjamin Grubb Humphreys    | 4. März 1903 – 16. Oktober 1923    | Demokrat     |
| William Yerger Humphreys    | 27. November 1923 – 3. März 1925   | Demokrat     |
| William Madison Whittington | 4. März 1925 – 3. Januar 1951      | Demokrat     |
| Frank Ellis Smith           | 3. Januar 1951 – 14. November 1962 | Demokrat     |
| John Bell Williams          | 3. Januar 1963 – 16. Januar 1968   | Demokrat     |
| Charles Hudson Griffin      | 12. März 1968 – 3. Januar 1973     | Demokrat     |
| Gillespie V. Montgomery     | 3. Januar 1973 – 3. Januar 1997    | Demokrat     |
| Charles Willis Pickering    | 3. Januar 1997 – 3. Januar 2009    | Republikaner |
| Gregory Harper              | 3. Januar 2009 – 3. Januar 2019    | Republikaner |
| Michael Patrick Guest       | seit 3. Januar 2019                | Republikaner |

## 4. Sitz (seit 1843)
| Name                      | Amtszeit                           | Partei         |
| ------------------------- | ---------------------------------- | -------------- |
| Tilghman Tucker           | 4. März 1843 – 3. März 1845        | Demokrat       |
| Jefferson Davis           | 4. März 1845 – Juni 1846           | Demokrat       |
| Henry Thomas Ellett       | 26. Januar 1847 – 3. März 1847     | Demokrat       |
| Albert Gallatin Brown     | 4. März 1847 – 3. März 1853        | Demokrat       |
| Wiley Pope Harris         | 4. März 1853 – 3. März 1855        | Demokrat       |
| William Augustus Lake     | 4. März 1855 – 3. März 1857        | American Party |
| Otho Robards Singleton    | 4. März 1857 – 12. Januar 1861     | Demokrat       |
| George Colin McKee        | 4. März 1869 – 3. März 1873        | Republikaner   |
| Jason Niles               | 4. März 1873 – 3. März 1875        | Republikaner   |
| Otho Robards Singleton    | 4. März 1875 – 3. März 1887        | Demokrat       |
| Chapman Levy Anderson     | 4. März 1887 – 3. März 1891        | Demokrat       |
| Joseph Henry Beeman       | 4. März 1891 – 3. März 1893        | Demokrat       |
| Hernando De Soto Money    | 4. März 1893 – 3. März 1897        | Demokrat       |
| Andrew Fuller Fox         | 4. März 1897 – 3. März 1903        | Demokrat       |
| Wilson Shedric Hill       | 4. März 1903 – 3. März 1909        | Demokrat       |
| Thomas Upton Sisson       | 4. März 1909 – 3. März 1923        | Demokrat       |
| Thomas Jefferson Busby    | 4. März 1923 – 3. Januar 1935      | Demokrat       |
| Aaron Lane Ford           | 3. Januar 1935 – 3. Januar 1943    | Demokrat       |
| Thomas Gerstle Abernethy  | 3. Januar 1943 – 3. Januar 1953    | Demokrat       |
| John Bell Williams        | 3. Januar 1953 – 3. Januar 1963    | Demokrat       |
| William Arthur Winstead   | 3. Januar 1963 – 3. Januar 1965    | Demokrat       |
| Prentiss Lafayette Walker | 3. Januar 1965 – 3. Januar 1967    | Republikaner   |
| Gillespie V. Montgomery   | 3. Januar 1967 – 3. Januar 1973    | Demokrat       |
| William Thad Cochran      | 3. Januar 1973 – 26. Dezember 1978 | Republikaner   |
| Jon Clifton Hinson        | 3. Januar 1979 – 13. April 1981    | Republikaner   |
| Charles Wayne Dowdy       | 7. Juli 1981 – 3. Januar 1989      | Demokrat       |
| Michael Parker            | 3. Januar 1989 – 3. Januar 1999    | Demokrat       |
| Clifford Ronald Shows     | 3. Januar 1999 – 3. Januar 2003    | Demokrat       |
| Gary Eugene Taylor        | 3. Januar 2003 – 3. Januar 2011    | Demokrat       |
| Steven McCarty Palazzo    | seit 3. Januar 2011                | Republikaner   |

## 5. Sitz (1853–2003)
| Name                      | Amtszeit                           | Partei       |
| ------------------------- | ---------------------------------- | ------------ |
| William Barksdale         | 4. März 1853 – 3. März 1855        | Demokrat     |
| John Anthony Quitman      | 4. März 1855 – 17. Juli 1858       | Demokrat     |
| John Jones McRae          | 7. Dezember 1858 – 12. Januar 1861 | Demokrat     |
| Legrand Winfield Perce    | 23. Februar 1870 – 3. März 1873    | Republikaner |
| George Colin McKee        | 4. März 1873 – 3. März 1875        | Republikaner |
| Charles Edward Hooker     | 4. März 1875 – 3. März 1883        | Demokrat     |
| Henry Smith Van Eaton     | 4. März 1883 – 3. März 1887        | Demokrat     |
| Thomas Ringland Stockdale | 4. März 1887 – 3. März 1895        | Demokrat     |
| Walter McKennon Denny     | 4. März 1895 – 3. März 1897        | Demokrat     |
| William Franklin Love     | 4. März 1897 – 16. Oktober 1898    | Demokrat     |
| Frank Alexander McLain    | 12. Dezember 1898 – 3. März 1903   | Demokrat     |
| Adam Monroe Byrd          | 4. März 1903 – 3. März 1911        | Demokrat     |
| Samuel Andrew Witherspoon | 4. März 1911 – 24. November 1915   | Demokrat     |
| William Webb Venable      | 4. Januar 1916 – 3. März 1921      | Demokrat     |
| Ross Alexander Collins    | 4. März 1921 – 3. Januar 1935      | Demokrat     |
| Aubert Culberson Dunn     | 3. Januar 1935 – 3. Januar 1937    | Demokrat     |
| Ross Alexander Collins    | 3. Januar 1937 – 3. Januar 1943    | Demokrat     |
| William Arthur Winstead   | 3. Januar 1943 – 3. Januar 1963    | Demokrat     |
| William Meyers Colmer     | 3. Januar 1963 – 3. Januar 1973    | Demokrat     |
| Chester Trent Lott        | 3. Januar 1973 – 3. Januar 1989    | Republikaner |
| Larkin I. Smith           | 3. Januar 1989 – 13. August 1989   | Republikaner |
| Gary Eugene Taylor        | 17. Oktober 1989 – 3. Januar 2003  | Demokrat     |

## 6. Sitz (1873–1963)
| Name                  | Amtszeit                      | Partei       |
| --------------------- | ----------------------------- | ------------ |
| John Roy Lynch        | 4. März 1873 – 3. März 1877   | Republikaner |
| James Ronald Chalmers | 4. März 1877 – 29. April 1882 | Demokrat     |
| John Roy Lynch        | 29. April 1882 – 3. März 1883 | Republikaner |
| Ethelbert Barksdale   | 4. März 1883 – 3. März 1887   | Demokrat     |
| Charles Edward Hooker | 4. März 1887 – 3. März 1895   | Demokrat     |
| James Grafton Spencer | 4. März 1895 – 3. März 1897   | Demokrat     |
| Patrick Henry         | 4. März 1897 – 3. März 1901   | Demokrat     |
| Charles Edward Hooker | 4. März 1901 – 3. März 1903   | Demokrat     |
| Eaton Jackson Bowers  | 4. März 1903 – 3. März 1911   | Demokrat     |
| Byron Patton Harrison | 4. März 1911 – 3. März 1919   | Demokrat     |
| Paul Burney Johnson   | 4. März 1919 – 3. März 1923   | Demokrat     |
| Thomas Webber Wilson  | 4. März 1923 – 3. März 1929   | Demokrat     |
| Robert Samuel Hall    | 4. März 1929 – 3. März 1933   | Demokrat     |
| William Meyers Colmer | 3. März 1933 – 3. Januar 1963 | Demokrat     |

## 7. Sitz (1883–1953)
| Name                      | Amtszeit                        | Partei       |
| ------------------------- | ------------------------------- | ------------ |
| James Ronald Chalmers     | 25. Juni 1884 – 3. März 1885    | Unabhängiger |
| Frederick George Barry    | 4. März 1885 – 3. März 1889     | Demokrat     |
| Clarke Lewis              | 4. März 1889 – 3. März 1893     | Demokrat     |
| John Sharp Williams       | 4. März 1893 – 3. März 1903     | Demokrat     |
| Frank Alexander McLain    | 4. März 1903 – 3. März 1909     | Demokrat     |
| William Alexander Dickson | 4. März 1909 – 3. März 1913     | Demokrat     |
| Percy Edwards Quin        | 4. März 1813 – 4. Februar 1932  | Demokrat     |
| Lawrence Russell Ellzey   | 15. März 1932 – 3. Januar 1935  | Demokrat     |
| Daniel Rayford McGehee    | 3. Januar 1935 – 3. Januar 1947 | Demokrat     |
| John Bell Williams        | 3. Januar 1947 – 3. Januar 1953 | Demokrat     |

## 8. Sitz (1903–1933)
| Name                  | Amtszeit                    | Partei   |
| --------------------- | --------------------------- | -------- |
| John Sharp Williams   | 4. März 1903 – 3. März 1909 | Demokrat |
| James William Collier | 4. März 1909 – 3. März 1933 | Demokrat |